# 1988 au Liban
Chronologie du Liban
- 1984
- 1985
- 1986
- 1987
- 1988
- 1989
- 1990
- 1991
- 1992

Cet article présente les faits marquants de l'année 1988 au Liban ou concernant ce pays.

## Évènements
- 4 mai : fin de l’affaire des otages du Liban. Libération des trois derniers otages français au Liban, Jean-Paul Kauffmann, Marcel Carton et Marcel Fontaine, après trois ans de captivité[1].
- 18 août : premier échec de l’élection présidentielle au Liban faute de quorum. La Syrie soutient Soleimane Frangié. L’armée libanaise et les Forces libanaises s’y opposent avec l’appui de l’Irak. Samir Geagea et Michel Aoun parviennent à empêcher l’élection de Frangié[2].
- 13 septembre : les États-Unis envoient à Damas Richard Murphy pour négocier avec Assad le soutien à la candidature de Mikhael Daher, député maronite du Akkar, à l’élection présidentielle au Liban. Le 18 septembre, les notables libanais réunis à Baabda refusent l’investiture syro-américaine[3].
- 22 septembre : le président libanais Amine Gemayel fait ses adieux au terme de son mandat, sans qu’un successeur ait été désigné ; le Liban n’a plus de président. Le général Michel Aoun est nommé par Amine Gemayel Premier ministre chargé de l’intérim de la présidence du Conseil. Le 23, Salim el-Hoss, chargé de l’intérim gouvernemental depuis la mort de Rachid Karamé refuse de la reconnaître et maintient un gouvernement rival[3].

## Sport
- Le Liban participe aux Jeux olympiques d'hiver de 1988, qui ont lieu à Calgary au Canada. Le pays, représenté par quatre athlètes en ski alpin, prend part aux Jeux d'hiver pour la onzième fois de son histoire. Il ne remporte pas de médaille.
- Championnat du Liban de football 1987-1988 : c'est le club d'Al Ansar qui remporte le championnat cette saison, après avoir terminé -invaincu- en tête du classement final. C'est le tout premier titre de champion du Liban de l'histoire du club, qui réalise même le doublé en s'imposant en finale de la Coupe du Liban face à Shabab Al-Sahel.